# Afon Eirth
Afon Eirth är ett vattendrag i Storbritannien.   Det ligger i riksdelen Wales, i den södra delen av landet, 260 km nordväst om huvudstaden London.